# Leicester Tigers (féminines)
Ne doit pas être confondu avec Leicester Tigers.
Les Leicester Tigers sont un club anglais féminin de rugby à XV basé à Leicester dans le Leicestershire. C'est la section féminine du club homonyme. Fondé en 2021, le club dispute la Premiership Women's Rugby, la première division anglaise.

## Histoire
L'équipe est formée le 15 juillet 2021, créée en partenariat avec le club des Lichfield Ladies, bastion du rugby à XV féminin anglais mais recalé lors de sa candidature pour jouer la nouvelle ligue professionnelle. Vicky Macqueen (ancienne joueuse des Saracens, 34 sélections) est placée à la tête de l'équipe.
La première saison n'a consisté qu'en des matchs amicaux avant que la RFU n'intègre l'équipe en Championship North 1, soit la deuxième division (grâce au transfert des droits sportifs de Lichfield vers son entente avec Leicester). Le club confirme son intention de postuler à la Premier 15s 2023-2024.
Le 5 novembre 2022, lors du derby face au Loughborough RFC, le club établit un record de deuxième division avec 3523 spectateurs. Le 16 décembre suivant, la RFU annonce le succès de la candidature de Leicester, et son intégration à la Premier 15s 2023-2024 qui devient par la suite la Premiership Women's Rugby.
Quelques mois plus tard, la première saison officielle des Tigers se conclut par 18 victoires en autant de matchs et une défaite en finale contre Cheltenham.
Elles remportent la première victoire de leur histoire en Premiership à Sale (22-19), en janvier 2024. Elle finissent toutefois à la dernière place du classement. Meg Jones est élue joueuse de l'année par ses pairs. L'entraineuse Vicky Macqueen n'est pas reconduite, remplacée par Tom Hudson.
Au terme de la saison 2024-2025, terminée à l'avant-dernière place, Tom Hudson quitte le club et rejoint Sale. Il est remplace par Ross Bundy.

## Palmarès et statistiques

### Palmarès
- Finaliste du Championnat d'Angleterre de 2e division en 2022-2023.

### Bilan par saison
| Saison    | Classement | Compétition                        | Pts | MJ | V  | N | D  | PM  | PE  | Diff | B  | Phase finale                     |
| --------- | ---------- | ---------------------------------- | --- | -- | -- | - | -- | --- | --- | ---- | -- | -------------------------------- |
| 2022-2023 | 1er        | Championship North 1 (2e division) | 90  | 18 | 18 | 0 | 0  | 866 | 79  | +787 | 16 | Finale (17-27 contre Cheltenham) |
| 2023-2024 | 9e         | Allianz Premiership Women's Rugby  | 10  | 16 | 2  | 0 | 14 | 300 | 655 | -355 | 7  | non qualifiées                   |
| 2024-2025 | 8e         | Premiership Women's Rugby          | 18  | 16 | 3  | 0 | 13 | 310 | 697 | -387 | 6  | non qualifiées                   |